# Замок Гленвей

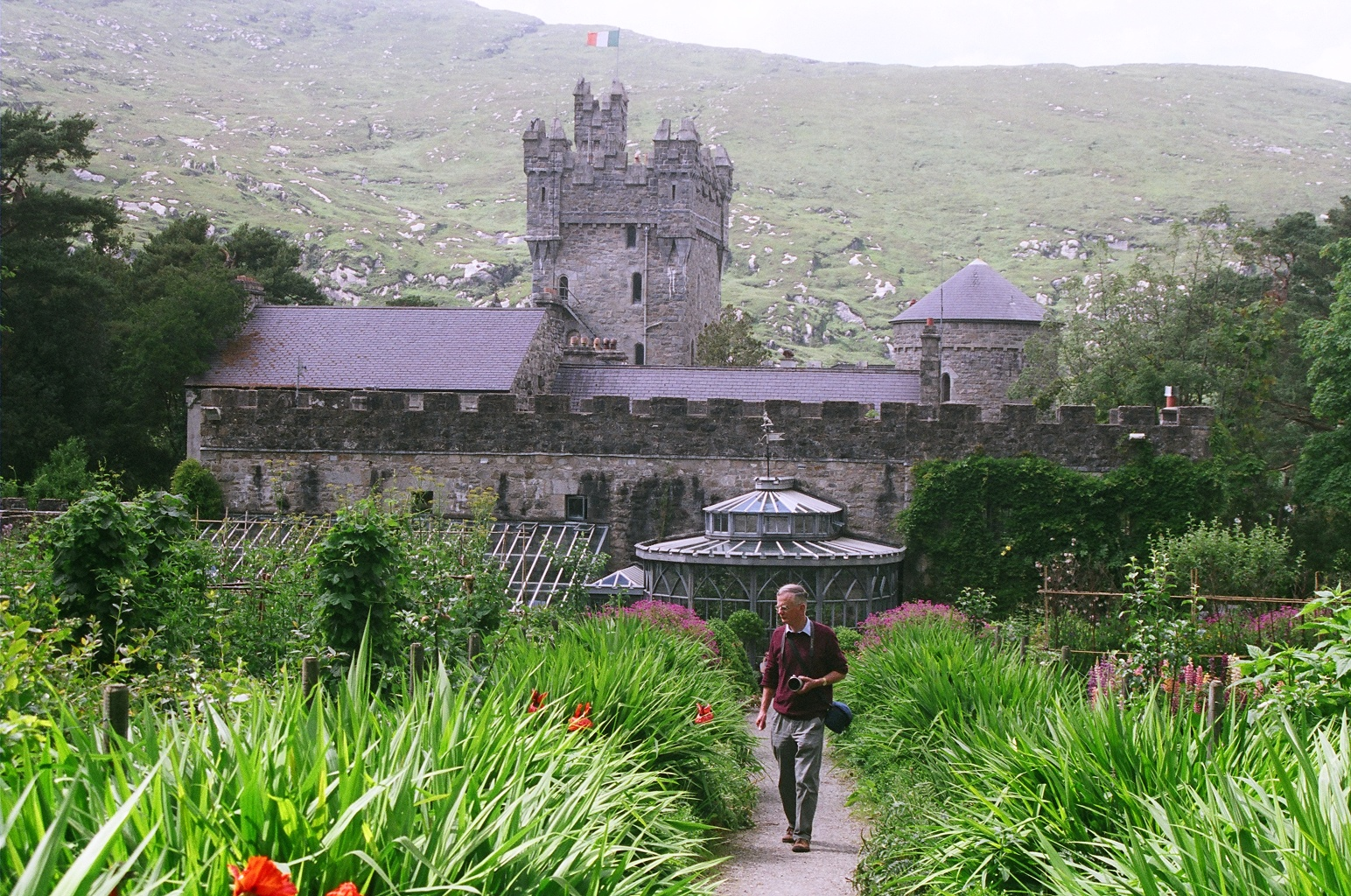
Сады замка

Замок Гленвей (ирл. Caisleán Ghleann Bheatha) — расположен в одноимённом национальном парке Гленвей, графство Донегол, Ирландия. Построен в 1870—1873 годах. Замок состоит из центрального здания высотой в 4 этажа, стены и округлой башни. Вокруг крепости разбит сад, а в окружающая местность представлена горным ландшафтом с озёрами и лесом.
Гленвей был построен капитаном Джоном Джордж Адером, мелким дворянином и уроженцем графства Лиишь, который сделал себе состояние на спекуляциях с землей в США. Разбогатев, он вернулся в Ирландию и начал скупать обширные участки земли в графстве Донегал. В 1869 году Джон Адера женился на дочери Джеймса С. Водсворта, генерала армии северян во время гражданской войны в США. Вместе с новой женой Адера приступил к строительству замка Гленвей. По замыслам капитана, строение должно было превзойти Балморал, резиденцию королевы Виктории,
В 1937 году замок был приобретён американцем Генри Плюмер МакЛенни, а в 1981 году передан им в собственность Ирландии.
Гленвей посещали многие голливудские знаменитости, в том числе Грета Гарбо и Мэрилин Монро.